# كريق (هير أردبيل)
کریق (بالفارسية: کریق) هي قرية تقع في إيران في أردبيل. يقدر عدد سكانها بـ 1,756 نسمة .